# Nederlandse Publieke Omroep
La Nederlandse Publieke Omroep (en neerlandès, Radiodifusió Pública Neerlandesa), també coneguda per les seves inicials NPO, és l'empresa de radiodifusió pública dels Països Baixos. Fou fundada l'any 2000 i gestiona tres canals de televisió, sis emissores de ràdio, una àmplia oferta de serveis digitals i un lloc web. A més, participa en la televisió internacional neerlandesa BVN.
La NPO està formada per onze organitzacions de radiodifusió: dues de servei públic i nou associacions. A diferència d'altres països europeus, la radiodifusió neerlandesa va aparèixer als anys vint per iniciativa dels grups religiosos i socials més representatius del país, en el marc de la pilarització de la societat. A partir de 1930, el govern els assignà horaris d'emissió en les freqüències disponibles, i durant els anys cinquanta creà un organisme per al repartiment de franges i la producció d'informatius, que el 1969 es convertí en la Nederlandse Omroep Stichting (abreujat NOS, en neerlandès Fundació de Radiodifusió Neerlandesa).
Les funcions de la NPO són: assignar els horaris d'emissió, fomentar la col·laboració entre radiodifusores públiques, distribuir el pressupost, facilitar-los eines per a la venda de programes, i dur a terme investigacions independents sobre les tendències de consum de mitjans. Hi ha dues organitzacions que s'encarreguen de produir contingut imparcial: la NOS (informatius, esports i esdeveniments en directe) i la NTR (programes educatius i per a minories).
La NPO és membre de la Unió Europea de Radiodifusió. Els Països Baixos foren membre fundador d'aquesta organització el 1950, a través d'una organització antiga.

## Història

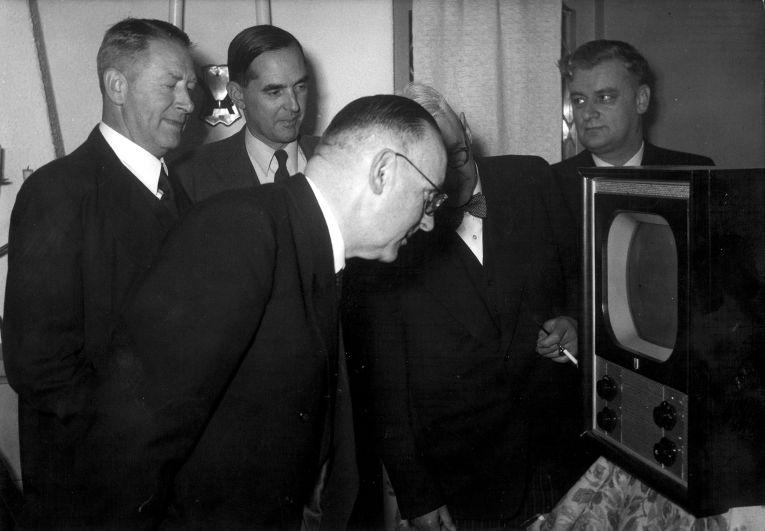
Diferents càrrecs del govern neerlandès presencien la primera emissió per televisió, el 2 d'octubre de 1951.

La radiodifusió pública als Països Baixos es va desenvolupar a principis de la dècada de 1920, influïda per la pilarització de la societat neerlandesa. Els grups religiosos i socials més representatius del país van crear les seves pròpies organitzacions, i l'estat es limitava a facilitar el finançament dels serveis. El 21 de juliol de 1923 començaren les emissions del grup Hilversumsche Draadlooze Omroep (origen de l'organització AVRO) a través de l'ona mitjana, des d'una fàbrica d'electrodomèstics de Hilversum. Poc després començà a emetre l'emissora de ràdio dels protestants (NCRV), la dels socialistes (VARA), la dels catòlics (KRO) i l'emissora liberal-teològica (VPRO). Totes aquestes associacions es mantenien amb quotes de socis. El 1930 l'estat va començar a regular el sector, amb el repartiment dels horaris d'emissió per a cada associació a l'espai radioelèctric.
El país va ser ocupat durant la Segona Guerra Mundial i durant aquesta època es va introduir un impost específic per cada receptor de ràdio. Quan el conflicte va acabar, el govern va animar a les organitzacions a col·laborar entre elles per a reforçar els seus serveis i produir espais conjunts, amb la creació el 1947 de la Nederlandse Radio Unie (NRU, Unió de Ràdios dels Països Baixos), i el 1951 de la Nederlandse Televisie Stichting (NTS, Fundació de Televisió Neerlandesa). A més del repartiment dels horaris, aquestes noves organitzacions produïen els espais informatius, esportius i esdeveniments en directe. Les emissions de televisió van començar el 2 d'octubre de 1951 (Nederland 1, actual NPO 1). El 1964 comença a emetre un segon canal de televisió, que mantenia també el repartiment d'horaris entre les diverses organitzacions de radiodifusió. A poc a poc, les organitzacions originals van començar a fer espais dirigits a tots els públics, encara que cadascuna amb la seva pròpia línia editorial.
La llei audiovisual de 1967 va introduir canvis en la radiodifusió pública. El més important va ser la fusió, el 1969, de la NRU i la NTS per donar lloc a la Nederlandse Omroep Stichting (NOS, Fundació de Radiodifusió Neerlandesa). Des del seu establiment, la NOS s'encarregà de repartir el temps de programació de les diferents organitzacions als seus mitjans, en funció de la seva importància i labor de cada organització, però també es va encarregar de produir programes de servei públic, en concret la producció imparcial d'informació, esports i esdeveniments en directe. La llei també permeté l'emissió de publicitat, per a la qual es creà una agència independent que s'encarregà de la seva gestió (STER). El 1968, arriba la televisió en color. Un altre canvi destacat fou el relaxament en l'admissió de noves radiodifusores, la qual cosa va permetre nous grups sense vinculació religiosa o política com TROS i Veronica comencessin a emetre. La normativa va ser retocada en 1988, any en què també es va posar en marxa un tercer canal de televisió (Nederland 3).
El 1992 es legalitzà la televisió privada i això fou aprofitat per a reforçar el paper de servei públic del sistema nacional a partir de la creació de la Nederlandse Programma Stichting (NPS, Fundació de Programes Neerlandesos), que s'especialitzà en programes minoritaris i educatius, mentre que NOS es va centrar en els informatius i els esdeveniments en directe.
L'any 2000, el govern neerlandès va crear una empresa amb l'objectiu d'agrupar totes les associacions públiques existents, la Nederlandse Publieke Omroep (NPO). La reorganització acabà el 2002, quan la NOS va cedir totes les seves funcions organitzatives a la nova empresa. La NPO va quedar configurada amb més de vint-i-cinc organitzacions diferents, algunes de noves com BNN, PowNed i Wakker Nederland. Això feu que el govern dissenyés una reforma de l'ens públic, primer amb un nou disseny corporatiu (2014) i que culminà el 2016 amb la reducció d'empreses a 12 (9 associacions, les dues organitzacions públiques NOS i NTR, i l'agència de publicitat STER).

## Organització de NPO
La Nederlandse Publieke Omroep (NPO) agrupa un conjunt d'organitzacions radiodifusores. A diferència d'altres estats europeus, el sistema dels Països Baixos es va crear sobre la base del principi de pilarització, pel qual les confessions i corrents polítics de la societat neerlandesa (protestants, catòlics, socialistes, etc.) comptaven amb les seves pròpies associacions en tots els camps, inclosa la radiodifusió. Avui dia, aquest mètode està obert a qualsevol grup sense adscripció.
Els objectius de la NPO com a ens públic són les següents:
- Programació, distribució i organització dels seus canals de ràdio, televisió i internet.
- Distribució dels diners (recaptats mitjançant impostos) entre les organitzacions radiodifusores associades.
- Assistència en la subtitulació, venda i compra de programes per part de les organitzacions.
- Realització de recerques independents sobre la qualitat de les plataformes de radiodifusió i de la seva programació.

Des de l'any 2000, el sistema es finança amb un impost general, aportat pel Ministeri d'Educació, que va substituir a l'anterior sistema de cànon. El pressupost en 2011 va ser de 785 milions d'euros, amb els quals es poden finançar les activitats de totes les organitzacions radiodifusores. La resta es cobreix amb publicitat, encara que la NOS i la NTR no poden accedir a aquests ingressos.

## Organitzacions radiodifusores
La NPO està formada per diverses organitzacions radiodifusores, que han de complir les següents obligacions per a formar part de l'ens públic:
- Representar un moviment social, cultural, religiós o espiritual.
- Aportar un valor afegit a la radiodifusió pública neerlandesa.
- Tenir un mínim de membres associats, del qual depèn el seu temps d'emissió.

Aquestes condicions es renoven cada cinc anys i el govern neerlandès pot revocar-les en qualsevol moment. Les emissores han de tenir almenys 150.000 socis per a ser considerades membres, en cas contrari es consideraran «aspirants».
Aquest criteri no s'aplica a les anomenades «organitzacions especials» (entitats religioses o socials de caràcter minoritari), subjectes a l'article 2.42 de la llei audiovisual holandesa. Tanmateix, el seu horari d'emissió també és més reduït.
El 2014, l'organització radiodifusora amb més afiliats era AVROTROS (860.000), seguida de la catòlica KRO-NCRV (798.930) i de la socialdemòcrata BNN-VARA (750.000). La contribució mínima per ser soci és de 5,72 euros.
Dins de la radiodifusora neerlandesa existeixen organitzacions conjuntes, encarregades dels serveis bàsics: la Nederlandse Omroep Stichting (NOS) s'encarrega dels informatius, notícies parlamentàries, esports i esdeveniments en directe, mentre que la NTR se centra en programes culturals, educatius i de servei públic. L'empresa independent que gestiona la venda de publicitat es diu STER.

### Esquema actual (2022-2026)
| Organització                                                    | Estatus       | Condició                                                                             |
| --------------------------------------------------------------- | ------------- | ------------------------------------------------------------------------------------ |
| AVROTROS i PowNed                                               | A             | Entreteniment i esdeveniments especials                                              |
| BNNVARA                                                         | A             | Juvenil i consciència social                                                         |
| KRO-NCRV                                                        | A             | Popular, espais catòlics i protestants                                               |
| EO                                                              | A             | Església protestant                                                                  |
| MAX i WNL                                                       | A             | Tercera edat (MAX) i conservadorisme (WNL)                                           |
| VPRO i HUMAN                                                    | A             | Cultural, liberalisme i humanisme                                                    |
| Omroep Ongehoord Nederland!                                     | Aspirant      | Ciutadans neerlandesos que no són "escoltats"                                        |
| Omroep ZWART                                                    | Aspirant      | Inclusió                                                                             |
| NOS, Omrop Fryslân, Zendtijd voor Politieke Partijen i scoutera | Servei públic | Informatius, esport, esdeveniments, retransmissions polítiques, programació en frisó |
| Omroep NTR                                                      | Servei públic | Cultura, educació i diversitat                                                       |
| STER                                                            | Altres        | Publicitat                                                                           |

## Serveis
Les organitzacions radiodifusores que formen part de NPO es reparteixen el temps, en funció de la seva importància, en els següents mitjans:

### Ràdio

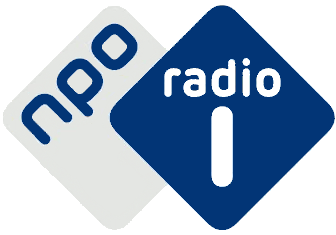
Logo de NPO Radio 1.

Emissores disponibles en senyal oberta, televisió digital terrestre i internet:
- NPO Radio 1: Programació informativa i esportiva. Va ser fundada com a Hilversum 2 el 1947.
- NPO Radio 2: Música pop i entreteniment per a adults. Va ser fundada com a Hilversum 1 el 1947.
- NPO 3FM: Cadena pel públic juvenil, especialitzada en música. Va ser fundada com a Hilversum 3 el 1965.
- NPO Klassiek (anteriorment NPO Radio 4): Música clàssica. Va ser fundada com a Hilversum 4 el 1975.
- NPO Radio 5: Per audiències minoritàries i públic de tercera edat. Va ser fundada com a Hilversum 5 el 1983.
- NPO FunX: Especialitzada en música urban, ètnica i alternativa. Es va llançar el 6 d'agost de 2002.

Emissores temàtiques disponibles únicament per internet:
- NPO Radio 2 Soul & Jazz: Música soul i jazz.
- NPO 3FM Alternative: Música alternativa
- NPO 3FM KX Radio: Formats alternatius.
- NPO Radio 4 Concerten: Concierts de música clàssica.
- NPO SterrenNL: Música en neerlandès.

Entre 1947 i 2012 va emetre també una ràdio internacional, Radio Nederland Wereldomroep (RNW), que va desaparèixer per raons econòmiques.

### Televisió

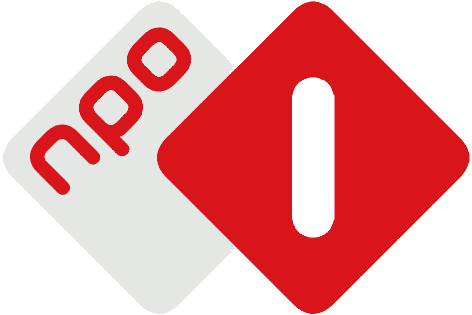
Logo de NPO 1.

Canals que es poden sintonitzar en obert, a la televisió digital terrestre i internet, amb emissió disponible en alta definició i amb emissió en directe restringida fora dels Països Baixos:
- NPO 1 (abans Nederland 1): Creada el 1951, la seva programació és generalista i és el canal de referència del grup. Retransmet esdeveniments importants com la Copa Mundial de Futbol, els Jocs Olímpics, i el festival d'Eurovisió.
- NPO 2 (abans Nederland 2): Creada el 1964, ofereix entreteniment, esport, cultura i assumptes d'actualitat.
- NPO 3 (abans Nederland 3): Creada el 1988, s'enfoca al públic juvenil i posseeix una vocació alternativa. Comparteix freqüència amb:

NPO Zappelin: Bloc de programació infantil per a nens de 2 a 6 anys.
NPO Zapp: Bloc de programació infantil per a nens de 6 a 12 anys. Retransmet el festival d'Eurovisió Júnior.
NPO participa en la televisió internacional BVN, un projecte per a difondre l'idioma neerlandès en col·laboració amb Vlaamse Radio- en Televisieomroep (VRT, radiodifusora per a la Comunitat Flamenca de Bèlgica) i Radio Nederland Wereldomroep.
Canals temàtics només disponibles a internet, cable i satèl·lit:
- NPO Zappelin extra: Senyal propi dels canals infantils de NPO. Gestionat per KRO-NCRV. Comparteix freqüència amb NPO 1 extra.
- NPO 1 extra: Programes d'arxiu i clàssics. Gestionat per KRO-NCRV. Comparteix freqüència amb NPO Zapp Xtra.
- NPO 2 extra: Cinema, concerts, programes d'arxiu i documentals. Gestionat per Omroep NTR.
- NPO Nieuws: Informació contínua. Gestionat per la NOS.
- NPO Politiek: Informació especialitzada en política, activitat parlamentària i retransmissions en directe. Gestionat per la NOS.
- NPO Sport: Canal d'esports. Gestionat per la NOS. Transmet en la freqüència de NPO Politiek durant l'estiu, quan no hi ha sessions parlamentàries.

## Membres històrics de la NPO
Les organitzacions originals sobre les quals es va assentar l'actual model de la NPO són NCRV (1923), KRO, VARA (1925), VPRO (1926) i AVRO (1927).

### Radiodifusores
| Organització | Nom complet                                                                               | Programació                    | Orígens                |
| ------------ | ----------------------------------------------------------------------------------------- | ------------------------------ | ---------------------- |
| AVRO         | Algemene Vereniging Radio Omroep (Associació General de Radiodifusió)                     | Generalista                    | Liberalisme            |
| BNN          | Bart's Neverending Network                                                                | Juvenil i alternativa          | Neutral                |
| EO           | Evangelische Omroep (Radiodifusora evangèlica)                                            | Generalista, espais religiosos | Protestants evangèlics |
| KRO          | Katholieke Radi Omroep (Ràdio catòlica)                                                   | Generalista                    | Catolicisme            |
| MAX          | Omroepvereniging MAX (Radiodifusora MAX)                                                  | Tercera edat                   | Neutral                |
| NCRV         | Nederlandse Christelijke Radio Vereniging (Associació de Ràdio de Cristians Neerlandesos) | Generalista                    | Protestants            |
| PowNed       | PowNed                                                                                    | Entreteniment, juvenil         | Neutral                |
| TROS         | TROS - Televisie & Radio Omroep Stichting (Fundació de Ràdio i Televisió)                 | Generalista, entreteniment     | Neutral                |
| VARA         | Vereeniging van Arbeiders Radio Amateurs (Associació de Treballadors Radioaficionats)     | Generalista, entreteniment     | Socialisme             |
| VPRO         | Vrijzinnig Protestantse Radio Omroep (Companyia de Ràdio Liberal Protestant)              | Cultural, alternativa          | Liberalisme cultural   |
| WNL          | Wakker Nederland (Països Baixos Desperts)                                                 | Informativa                    | Conservadorisme        |

### Servei públic
| Organització | Nom complet                                                         | Programació i orígens                       |
| ------------ | ------------------------------------------------------------------- | ------------------------------------------- |
| NOS          | Nederlandse Omroep Stichting (Fundació de Radiodifusió Neerlandesa) | Informació, esdeveniments, esport, teletext |
| NTR          | Omroep NTR                                                          | Informació, cultura, educació, minories     |

### Organitzacions especials
Les següents organitzacions no estan obligades a tenir un mínim de membres.
| Organització  | Nom complet                                                                                                   | Públic                              |
| ------------- | --- | ----------------------------------- |
| BOS           | Boeddhistische Omroep Stichting (Fundació de Radiodifusió Budista)                                            | Budisme                             |
| HUMAN         | Humanistische Omroep (Radiodifusió Humanista)                                                                 | Humanisme                           |
| IKON          | Interkerkelijke Omroep Nederland (Radiodifusió Neerlandesa Intereclesial)                                     | Religions minoritàries              |
| JO            | Joodse Omroep (Radiodifusió Jueva)                                                                            | Judaisme                            |
| OHM           | Organisatie Hindoe Mitjana (Organització de Mitjans Hindús)                                                   | Hinduisme                           |
| Omrop Fryslân | Omrop Fryslân (Radiodifusió Frisona)                                                                          | Frísia (frisó)                      |
| PP            | Zendtijd voor Politieke Partijen (Franja per a partits polítics)                                              | Franja electoral                    |
| RKK           | Rooms-Katholiek Kerkgenootschap (Associació d'esglésies catòliques romanes)                                   | Catolicisme romà                    |
| Socutera      | Sociale en Culturele doeleinden door Televisie en Radio (Finalitats socials i culturals en Televisió i Ràdio) | Promocions per a finalitats socials |
| STER          | Stichting Ether Reclame (Fundació per a l'emissió de publicitat)                                              | Publicitat                          |
| ZVK           | Zendtijd voor Kerken (Franja per a esglésies)                                                                 | Comunitats religioses               |